# ناحیه اسکانابا، میشیگان
ناحیه اسکانابا (به انگلیسی: Escanaba Township) یک منطقهٔ مسکونی در ایالات متحده آمریکا است که در شهرستان دلتا، میشیگان واقع شده‌است.
 ناحیه اسکانابا ۱۵۶٫۲ کیلومتر مربع مساحت و ۳٬۴۸۲ نفر جمعیت دارد و ۲۳۶ متر بالاتر از سطح دریا واقع شده‌است.